# Peter Große
Peter Große (* 1940 in Halle (Westf.)) ist ein deutscher evangelisch-lutherischer Pastor, Theologe und Missionswissenschaftler. Er war von 1995 bis 2004 Direktor des Leipziger Missionswerks.

## Werdegang
Nach der Ausbildung als Diakon#Evangelische Kirchen im Stephansstift Hannover und dreieinhalb Jahren in der Jugendarbeit in Bremerhaven ging Große nach Südafrika: Er wurde dort 1968 im Auftrag der Vereinigten Evangelisch-Lutherischen Kirche Deutschlands Lehrer und Heimleiter der Deutschen Schule in Kroondal. 1971 wechselte er in den Dienst der Hermannsburger Mission in die West-Diözese der Evangelisch-Lutherischen Kirche im Südlichen Afrika (ELCSA).
Wegen seiner Probleme aufgrund seines Eintretens gegen die Apartheid schickte ihn die ELCSA nach Botswana. Dort wurde er 1975 nach dem Theologiestudium in Botswana in den Pfarrdienst übernommen. Einen Heimataufenthalt 1976 nutzte er zur Ausbildung in klinischer Seelsorge im Pastoralklinikum in Hannover. Für die Kirche in Botswana war er neben seinem Pastorat tätig als Vorstandsmitglied des Krankenhauses Ramotswa, Vorsitzender bei Entwicklungsprojekten, Dozent für Dogmatik in einem Theologischen Aus- und Weiterbildungsinstitut, Schatzmeister im „Botswana Lutheran Liaison Committee“, Beauftragter für Flüchtlinge aus dem südlichen Afrika in Zusammenarbeit mit dem Flüchtlingskommissariat der UN und dem Lutherischen Weltbund.
1979 kehrte Große nach Deutschland zurück und wurde Mitarbeiter im Gemeindedienst des Evangelisch-lutherischen Missionswerkes in Niedersachsen.
Das entsandte ihn 1980 mit seiner Familie in die Tamilische Evangelisch-Lutherische Kirche nach Indien. Dort war er Direktor der „Entwicklungsbezogenen Dienste“ in Tiruchirappalli und Pastor in Kodaikanal. Deren Kasse mit einem Guthaben von vier Pfennigen zu Beginn seiner Arbeit hatte nach eigenen Angaben zu seinem Abschied einen Überschuss von 250.000 Mark. Auch wurde er Experte im Brunnenbau und war an mehr als 40 Brunnen beteiligt. Weiter engagierte er sich für juristische Hilfe gegen rechtswidrige „Arbeitssklaven“-Verträge und für die Selbstverwaltung dörflicher Genossenschaften.
Nach seiner Rückkehr aus Indien 1985 erwarb er als Leiter der Außenstelle Hildesheim des Missionswerkes in Niedersachsen Leitungserfahrung. Seit 1987 hatte er regelmäßige Arbeitskontakte zum Leipziger Missionswerk.
Pfarrer Peter Große begann am 1. Januar 1995 seinen Dienst als Direktor des Leipziger Missionswerkes. Seine Aufgaben waren damals nach eigener Darstellung, das Missionswerk mehr in die Träger-Landeskirchen hineinzutragen und das Missionshaus zu renovieren. So hatte er 1997 die Mitarbeiterzahl von 32 auf 13,5 Stellen zu reduzieren. Am 17. Dezember 2004 wurde Direktor Peter Große in den Ruhestand verabschiedet.

## Mitgliedschaften
Große engagierte sich in der Deutschen Stiftung für internationale Entwicklung und im Grundsatzausschuss der Kindernothilfe.